# NGC 810
NGC 810 est une galaxie elliptique située dans la constellation de la Baleine. NGC 810 a été découverte par l'astronome français Édouard Stephan en 1871.

## Caractéristiques
Sa vitesse par rapport au fond diffus cosmologique est de 7 394 ± 43 km/s, ce qui correspond à une distance de Hubble de 109,1 ± 7,7 Mpc (∼356 millions d'al).
En raison d'une brillance de surface égale à 14,76 mag/am2, on peut qualifier NGC 810 de galaxie à faible brillance de surface (LSB en anglais pour low surface brightness). Les galaxies LSB sont des galaxies diffuses (D) avec une brillance de surface inférieure de moins d'une magnitude à celle du ciel nocturne ambiant.
Selon la base de données Simbad, NGC 810 est une galaxie LINER, c'est-à-dire une galaxie dont le noyau présente un spectre d'émission caractérisé par de larges raies d'atomes faiblement ionisés.

## Paire de galaxies
Le petit point brillant à l'est du noyau de NGC 810 est PGC 3126708 une galaxie naine compagne de NGC 810.